# Zunzarren
Zunzarren (Zuntzarren en euskera y cooficialmente) es una entidad de población española del municipio de Lizoáin-Arriasgoiti, perteneciente a la Comunidad Foral de Navarra.

## Historia
Hacia mediados del siglo XIX, el lugar, por entonces perteneciente a Arriasgoiti, tenía contabilizada una población de 55 habitantes. Aparece descrito en el decimosexto y último volumen del Diccionario geográfico-estadístico-histórico de España y sus posesiones de Ultramar de Pascual Madoz con las siguientes palabras:

ZUNZARREN: l. del ayunt. y valle de Arriasgoiti en la prov. y c. g. de Navarra, part. jud. de Aoiz (3 leg.), aud. terr. y dióc. de Pamplona (5): sit. á la falda S. de una elevada montaña; clima frio; reina el viento N., y se padecen inflamaciones y catarros. Tiene 11 casas; escuela de ambos sexos dotada con 30 robos de trigo, y frecuentada por 12 alumnos; igl. parr. de entrada (San Roman) servida por un abad de provision de los vec.; cementerio contiguo á la misma; los hab. se surten de las aguas del r. Erro. El térm. confina N. Urricelgui; E. Biorreta; S. Zalba, y O. Aguinaga y Galduroz; comprendiendo dentro de su circunferencia varios montes bien poblados de robles, hayas, pinos y arbustos. El terreno es secano y pedregoso; le atraviesa de N. á S. el r. Erro, con un puente. caminos: conducen á la cap. de prov. y cab. del part., en mal estado: el correo se recibe de Urroz. prod.: trigo, avena, maiz y varias legumbres; cria de ganado vacuno, mular y lanar; caza de perdices y liebres; pesca de truchas y anguilas. ind.: ademas de la agrícola y pecuaria, hay un molino harinero. pobl.: 11 vec., 55 alm. riqueza: con su ayunt. (V.).
(Madoz, 1850, pp. 678-679)

En la actualidad, pertenece al municipio de Lizoáin-Arriasgoiti. En 2022, tenía empadronados doce habitantes.